# Sommer-Deaflympics 2021/Badminton
Bei den Sommer-Deaflympics 2021 in Caxias do Sul wurden sechs Wettbewerbe im Badminton ausgetragen. Durch die COVID-19-Pandemie wurden die Deaflympics 2021 in das Jahr 2022 verschoben. Die Badmintonwettbewerbe fanden vom 2. bis zum 11. Mai 2022 im Centro de Iniciação ao Esporte im Stadtteil São Caetano statt.

## Medaillengewinner
| Disziplin    | Gold                                | Silber                               | Bronze                                 |
| ------------ | ----------------------------------- | ------------------------------------ | -------------------------------------- |
| Herreneinzel | Woo Ji-soo                          | Seo Myeong-soo                       | Abhinav Sharma                         |
| Dameneinzel  | Jerlin Jayaratchagan                | Katrin Neudolt                       | Boon Wei Ying                          |
| Herrendoppel | Seo Myeong-soo Woo Ji-soo           | Kazimieras Dauskurtas Ignas Reznikas | Siriwat Mattayanumat Ittikon Punyangam |
| Damendoppel  | Boon Wei Ying Foo Zu Tung           | Fan Jung-yu Shen Yan-ru              | Sofiia Chernomorova Bohdana Hubanova   |
| Mixed        | Abhinav Sharma Jerlin Jayaratchagan | Edmund Teo Seng Keong Boon Wei Ying  | Chen Chung-i Fan Jung-yu               |
| Team         | Indien                              | Japan                                | Chinesisch Taipeh                      |